# ويليام هوارد دورهام
ويليام هوارد دورهام (بالإنجليزية: William Howard Durham)‏ هو قس أمريكي، ولد في 1873 في كنتاكي في الولايات المتحدة، وتوفي في 1912 بسبب ذات الرئة.